# Jack Davenport
Jack Arthur Davenport (Merton, 1 de março de 1973) é um ator de cinema e televisão inglês.
Tornou-se conhecido pelo grande público ao interpretar o comodoro James Norrington no filme Piratas do Caribe: A Maldição do Peróla Negra. Participou também de FlashForward como Lloyd Simcoe.
Participou da gravação do vídeo clipe de "Called out in the dark" da banda Snow Patrol. Atualmente, interpreta o diretor de musicais Derek Wills na série Smash, da NBC.

## Biografia

### Vida pessoal
Jack é filho do ator Nigel Davenport e de sua segunda mulher, Maria Aitken. Viveu seus primeiros sete anos de vida em Ibiza. Seu tio é o escritor e político Jonathan Aitken, seu avô materno foi o político Bill Aitken, e seu bisavô materno foi o primeiro Baron Rugby.
Seus pais se separaram quando ele tinha sete anos; nesse momento, Jack foi mandado para o Dragon School, um internato, pois seus pais não queriam envolvê-lo na questão do divórcio. A seguir frequentou o Cheltenham College.
Davenport é casado com a atriz Michelle Gomez.